# Schwende (Dornbirn)

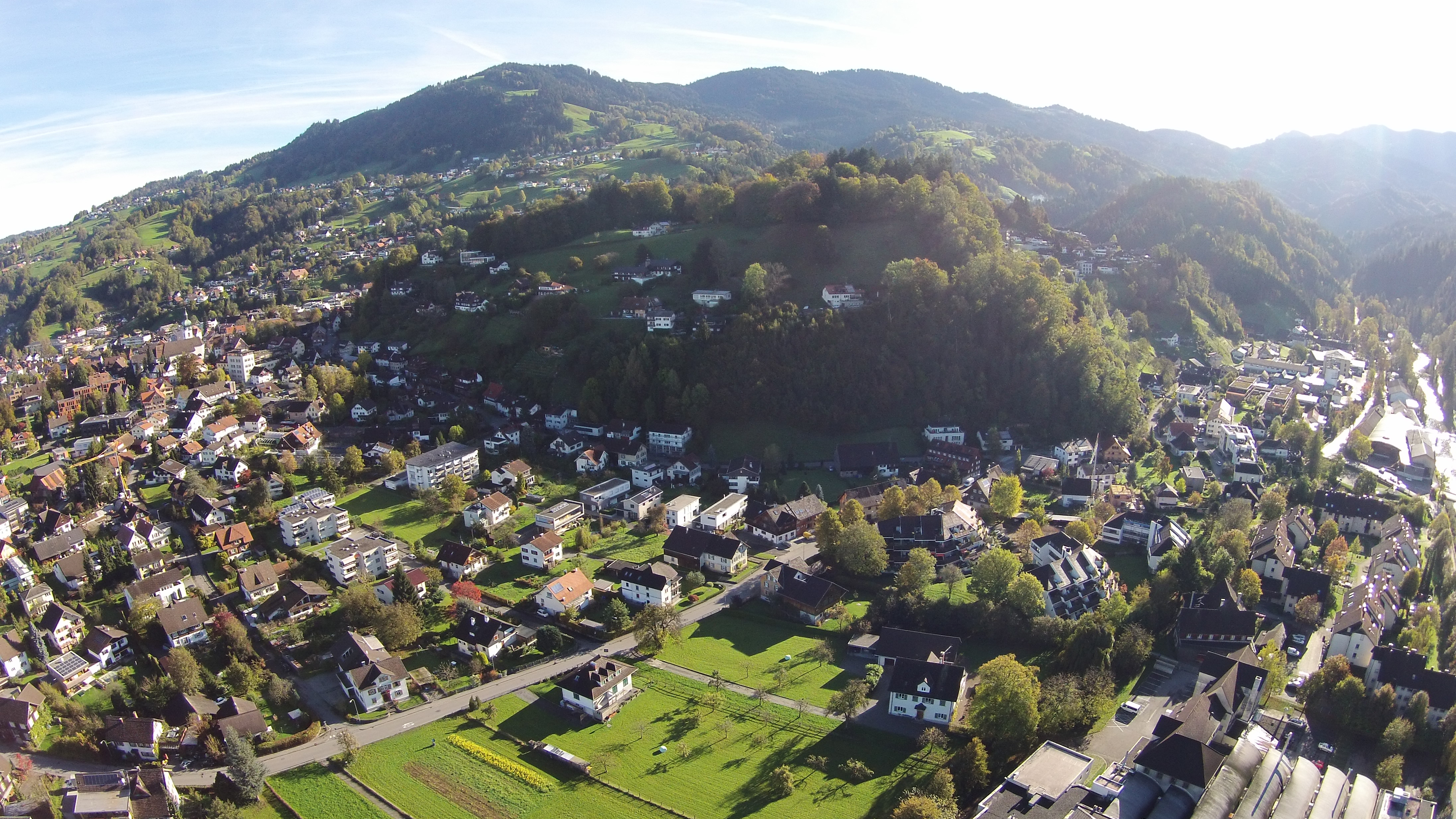
Blick von Dornbirn über den Zanzenberg zur Schwende

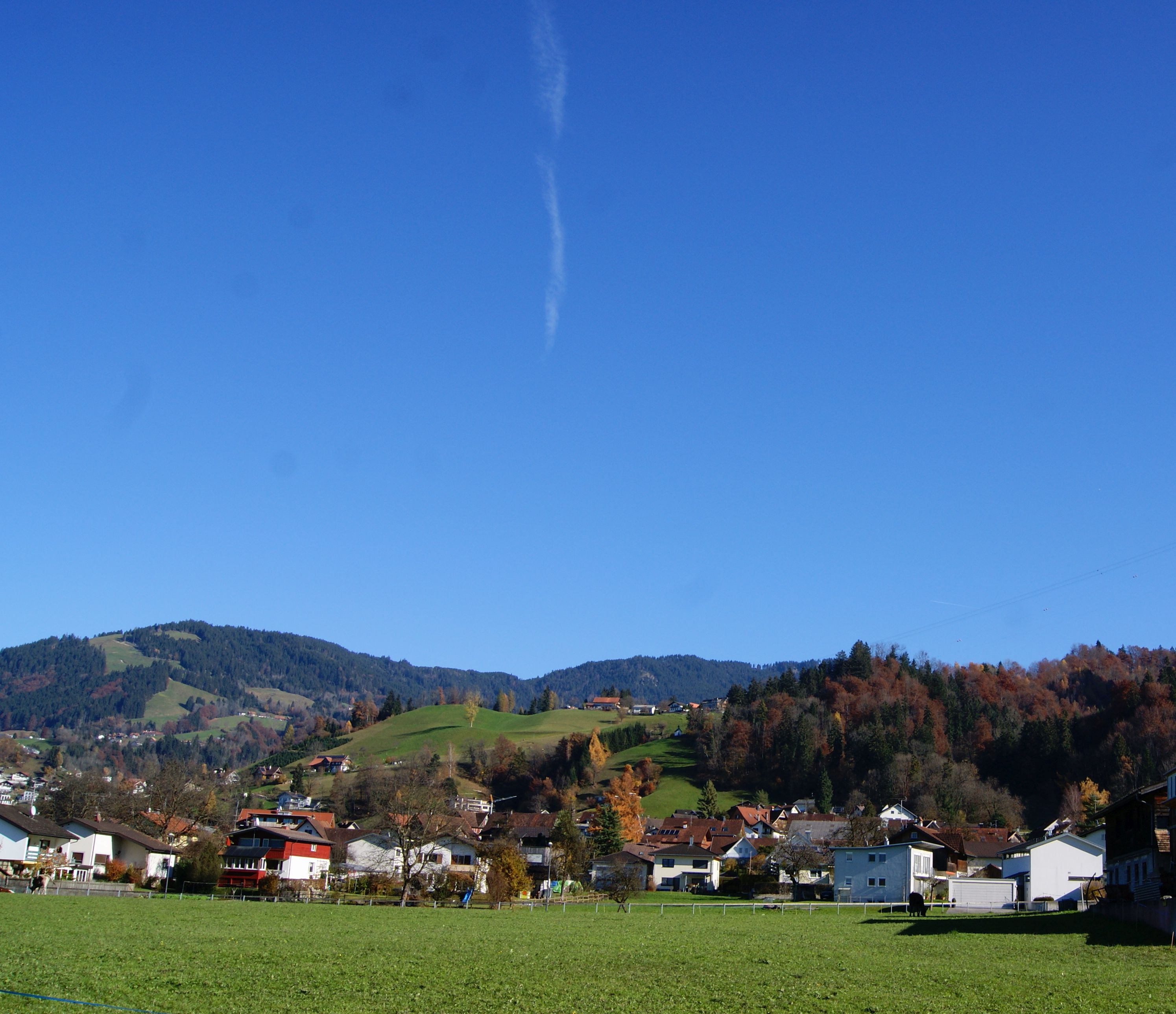
Blick von der Badgasse auf das Bürgle, links die Schwende.

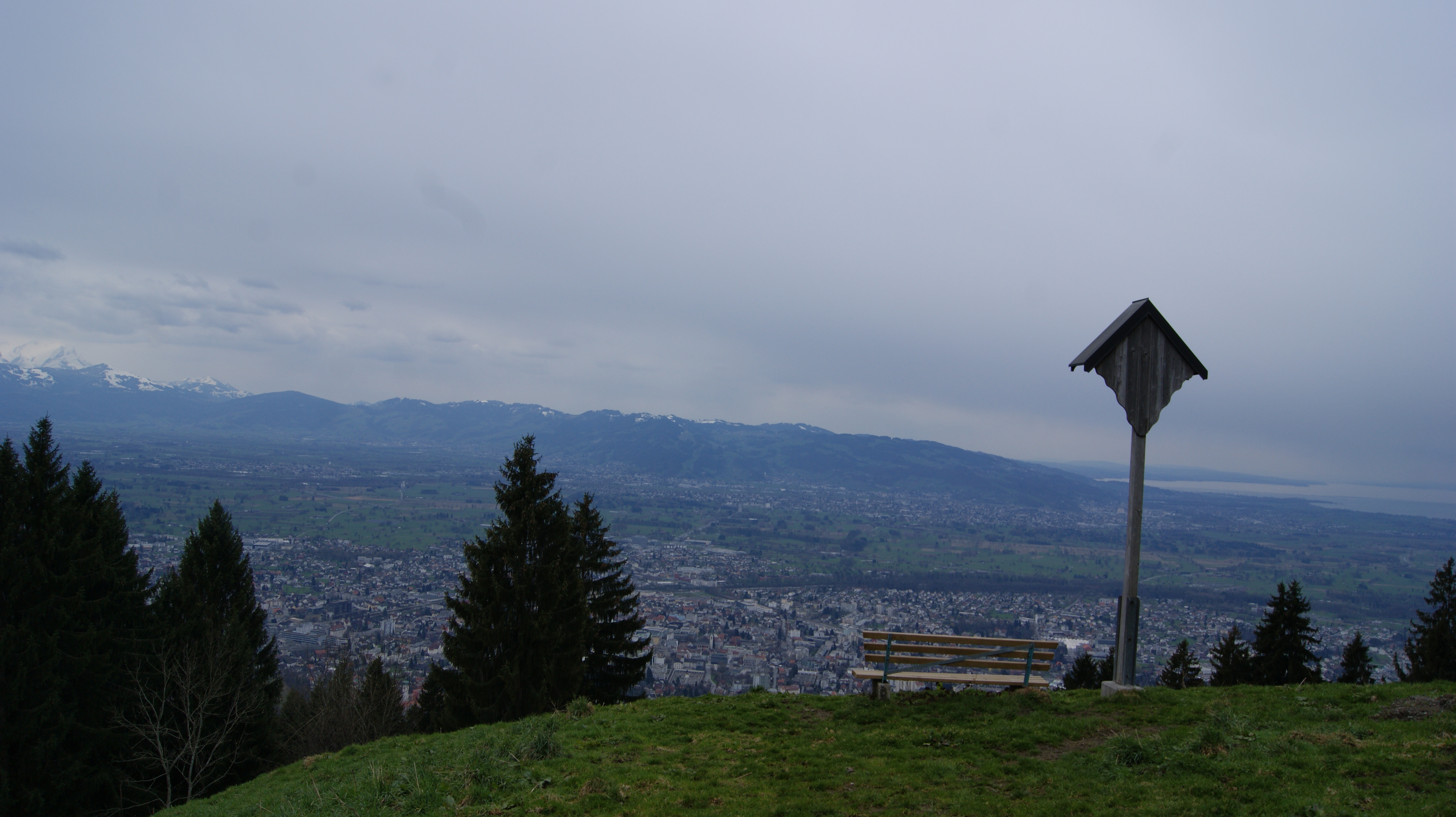
Blick von der Alpe Schwende ins Alpenrheintal

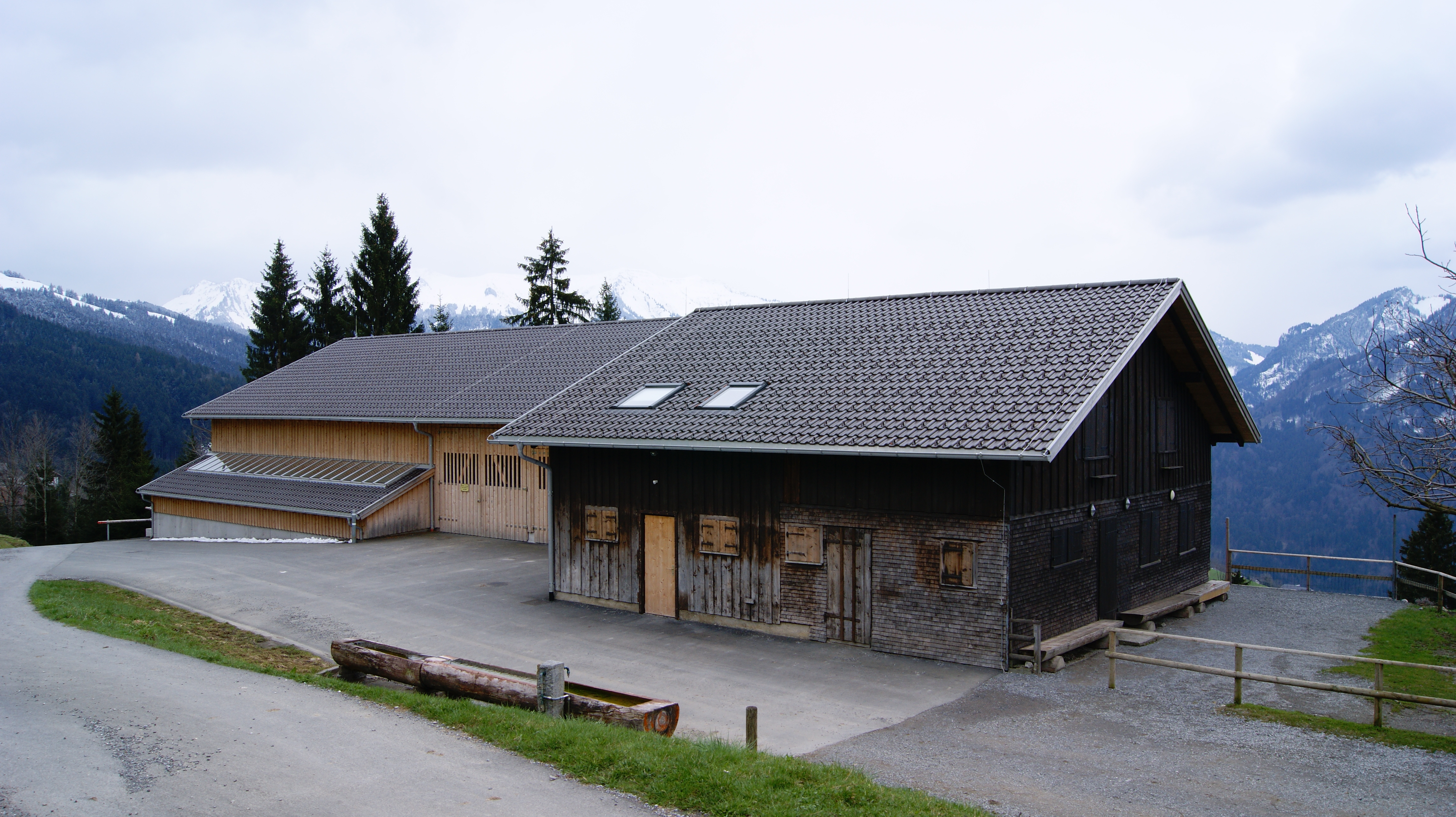
Alpe Schwende

Schwende ist eine zwischen etwa 750 m ü. A. und 1100 m ü. A. liegende, in einem leichten Bogen von Norden nach Westen abfallende Parzelle mit historischen Wurzeln bis ins Mittelalter auf dem Gemeindegebiet von Dornbirn.

## Namensherleitung
Schwenden bezeichnet das Roden durch Abbrennen der Bäume und Sträucher, um so neues Nutzland zu gewinnen. (siehe auch Schwendbau). Als Ortsname kommt Schwende alleine und in vielerlei Wortbestandteilen in Vorarlberg vor.

## Lage
Die Parzelle ist etwa 2,5 km Luftlinie vom Stadtzentrum (437 m ü. A.) entfernt. Am unteren westlichen Rand liegt die Rotte Schwendebach, am oberen nördlichen Rand wird die Parzelle von den Fallenberger Wäldern begrenzt.

## Wirtschaft
Die lange Zeit stark dominierende Alpwirtschaft in diesem Gebiet verliert auch hier immer mehr an Bedeutung und die großen Weideflächen wachsen langsam wieder zu. Die Alpe Schwende 911 m ü. A. wurde 1409 an die Grafen zu Hohenems verkauft und gehört heute einer Agrargemeinschaft. 2013 wurde ein Teil des Alpgebäudes erneuert (Laufstall für Milchkühe) und eine Photovoltaikanlage mit 22,5 kWp Engpassleistung installiert.
Die Forstwirtschaft war zeitweise ein wichtiger Teil der Bewirtschaftung der Parzelle und der anstoßenden Wälder. Die Holzbringung wurde teilweise über Riesen (Holzgleitbahnen) realisiert. Darauf deutet auch heute noch der westlich unterhalb der Parzelle Schwende liegende Ortsteil von Watzenegg, Unterries (668 m ü. A.), und mehrere Flurnamen auf der Schwende selbst, wie Ries, Holzries oder Riesbrunnen oder Hohlegass hin. Heute erfolgt die Forstbewirtschaftung mit schweren Lastwagen über Forststraßen.
Ein in den frühen 1950er Jahren geplantes Projekt einer Liftverbindung über die Schwende ans Bödele durch die Dornbirner Seilbahngesellschaft (siehe: Karrenseilbahn), wurde nicht realisiert. Über viele Jahre war die Schwende für geübte Skifahrer eine beliebte Abfahrt von der Oberlose / Lank ins Tal nach Dornbirn.

## Verkehrswege
Über die Schwende führte von alters her ein Saumweg vom Bregenzerwald über das Bödele nach Dornbirn. Die entsprechend notwendige Erhaltung war immer wieder ein Thema in den alten Ratsprotokollen von Dornbirn. Ein weiterer, ähnlicher Saumweg führte von Haselstauden über Ammenegg und den Losenpass in den Bregenzerwald. Dieser Saumweg über die Schwende, heute teilweise ein ausgebauter Güterweg, zweigt zwischen Schwendebach und Schauner ab und besteht streckenweise noch immer in der alten Trassenführung.
Bei Viehseuchen im Bregenzerwald wurde in früher Zeit am Losenpass und an der Schwende (siehe Flurname: Schwendgatter) Wachen aufgestellt, so dass kein Vieh nach Dornbirn gebracht werden konnte.

## Gewässer
In der Parzelle Schwende entspringen an den Rändern mehrere relevante Bäche (z. B. Simonsgraben, Eisenharzgraben), die südlich und westlich gerichtet in die Dornbirnerach und sodann in den Bodensee entwässern.